# Repaix
Repaix ist eine Gemeinde im französischen Département Meurthe-et-Moselle in der Verwaltungsregion Grand Est. Sie gehört zum Kanton Baccarat im Arrondissement Lunéville. Nachbargemeinden sind Igney im Norden, Foulcrey im Nordosten, Gogney im Osten, Blâmont im Südosten, Verdenal im Südwesten, Autrepierre im Westen sowie Amenoncourt im Nordwesten.

## Geschichte
Das Gemeindewappen zeigt die Abhängigkeiten von Repaix vor und nach der Französischen Revolution: der Löwe und die beiden sechszackigen Sterne stehen für die Herrschaft der Familie Marimprey (17. Jahrhundert), der rote Balken mit den drei Sternen symbolisiert die Herrschaft der Familie von Turckheim. Adrien de Turckheim verließ das Elsass nach 1870, ließ sich in Repaix nieder und wurde Bürgermeister und Mäzen der Gemeinde.

### Bevölkerungsentwicklung
| Jahr      | 1962 | 1968 | 1975 | 1982 | 1990 | 1999 | 2008 | 2019 |
| --------- | ---- | ---- | ---- | ---- | ---- | ---- | ---- | ---- |
| Einwohner | 115  | 111  | 83   | 93   | 95   | 84   | 82   | 105  |

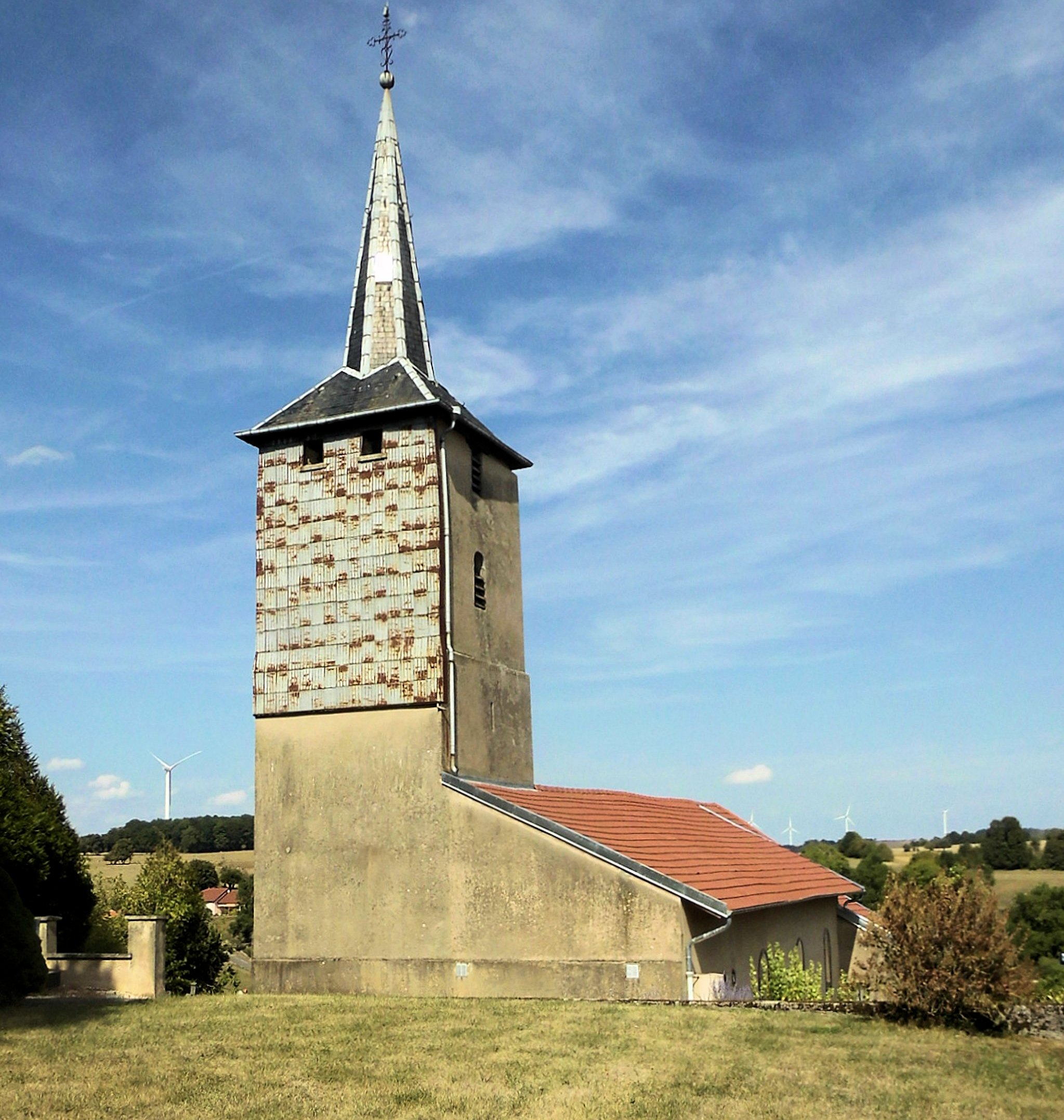
Kirche Saint-Paul
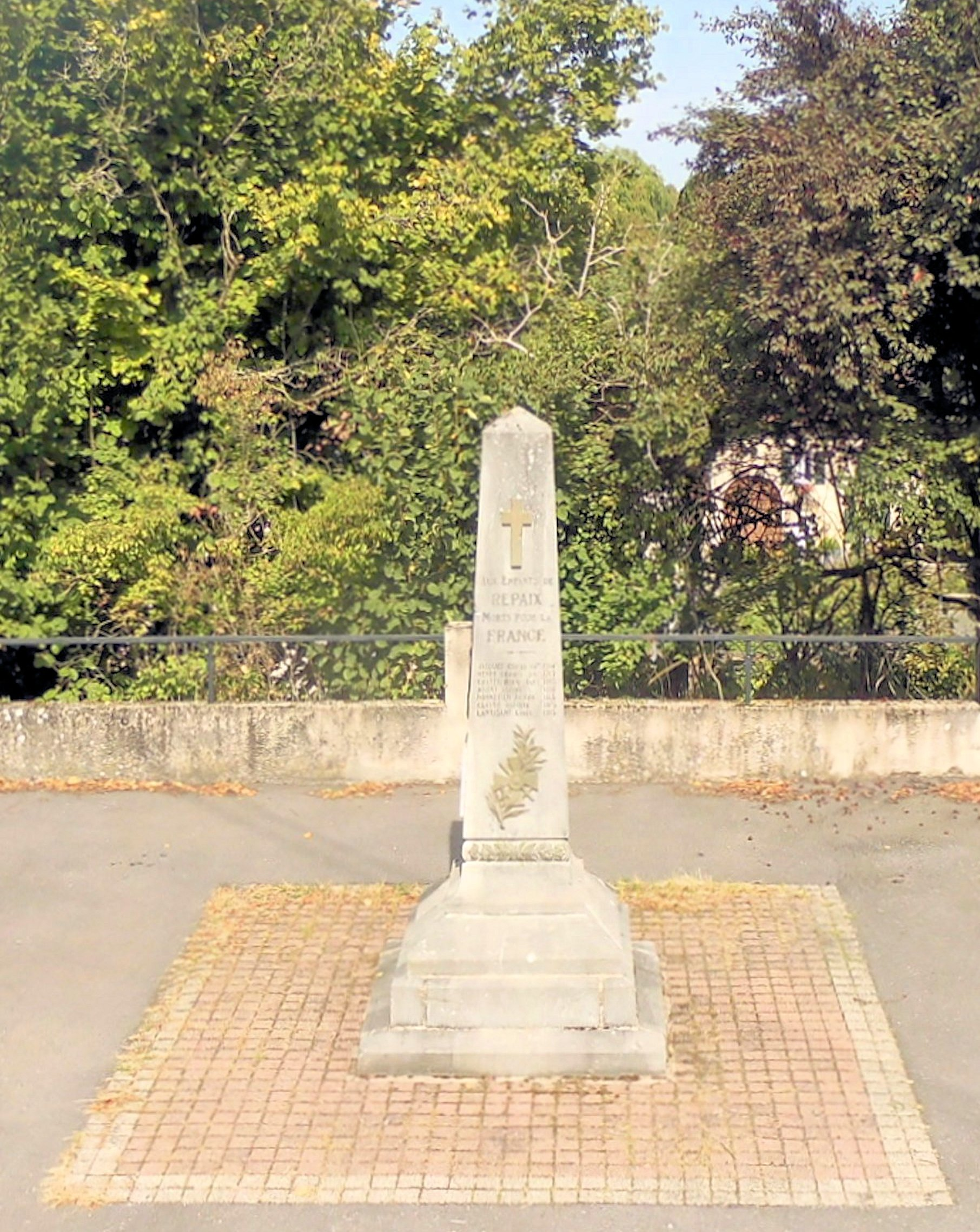
Gefallenendenkmal

## Belege
1. ↑  Wappenbeschreibung auf genealogie-lorraine.fr